# Five Songs and a Cover
Five Songs and a Cover è il primo EP del gruppo musicale statunitense Foo Fighters, pubblicato il 20 novembre 2005 dalla Roswell e dall Radio Corporation of America.

## Il disco
Pubblicato esclusivamente per i negozi Best Buy, l'EP, come suggerisce il titolo, è composto da cinque brani precedentemente pubblicati come b-side dei singoli estratti dal quarto album in studio In Your Honor. La cover è I Feel Free, brano originariamente eseguito dai Cream e presente nell'album Fresh Cream (1966); la versione eseguita dai Foo Fighters ha visto uno scambio di formazione tra Dave Grohl e Taylor Hawkins, il quale canta interamente il brano.
Tra le altre canzoni è presente anche Skin and Bones, originariamente presente nel singolo DOA. Questo brano è stato inserito nelle scalette di vari concerti acustici che il gruppo ha tenuto nel corso del 2006, tra cui quello che sarebbe stato successivamente immortalato nell'album dal vivo Skin and Bones.

## Tracce
Testi e musiche di Foo Fighters, eccetto dove indicato.
1. Best of You (Live) – 4:41
2. DOA (Demo) – 4:11
3. Skin and Bones – 3:36 (Dave Grohl)
4. World (Demo) – 5:40
5. I Feel Free – 2:57 (Jack Bruce, Pete Brown) – originariamente interpretata dai Cream
6. FFL – 2:29

## Formazione
Gruppo
- Dave Grohl – voce e chitarra, batteria (traccia 5), produzione
- Chris Shiflett – chitarra, produzione
- Nate Mendel – basso, produzione
- Taylor Hawkins – batteria, voce (traccia 5), produzione

Produzione
- Nick Raskulinecz – produzione aggiuntiva (tracce 2, 4 e 6)